# Błogoszów
Błogoszów is een plaats in het Poolse district  Jędrzejowski, woiwodschap Święty Krzyż. De plaats maakt deel uit van de gemeente Oksa en telt 430 inwoners.